# Polenhof

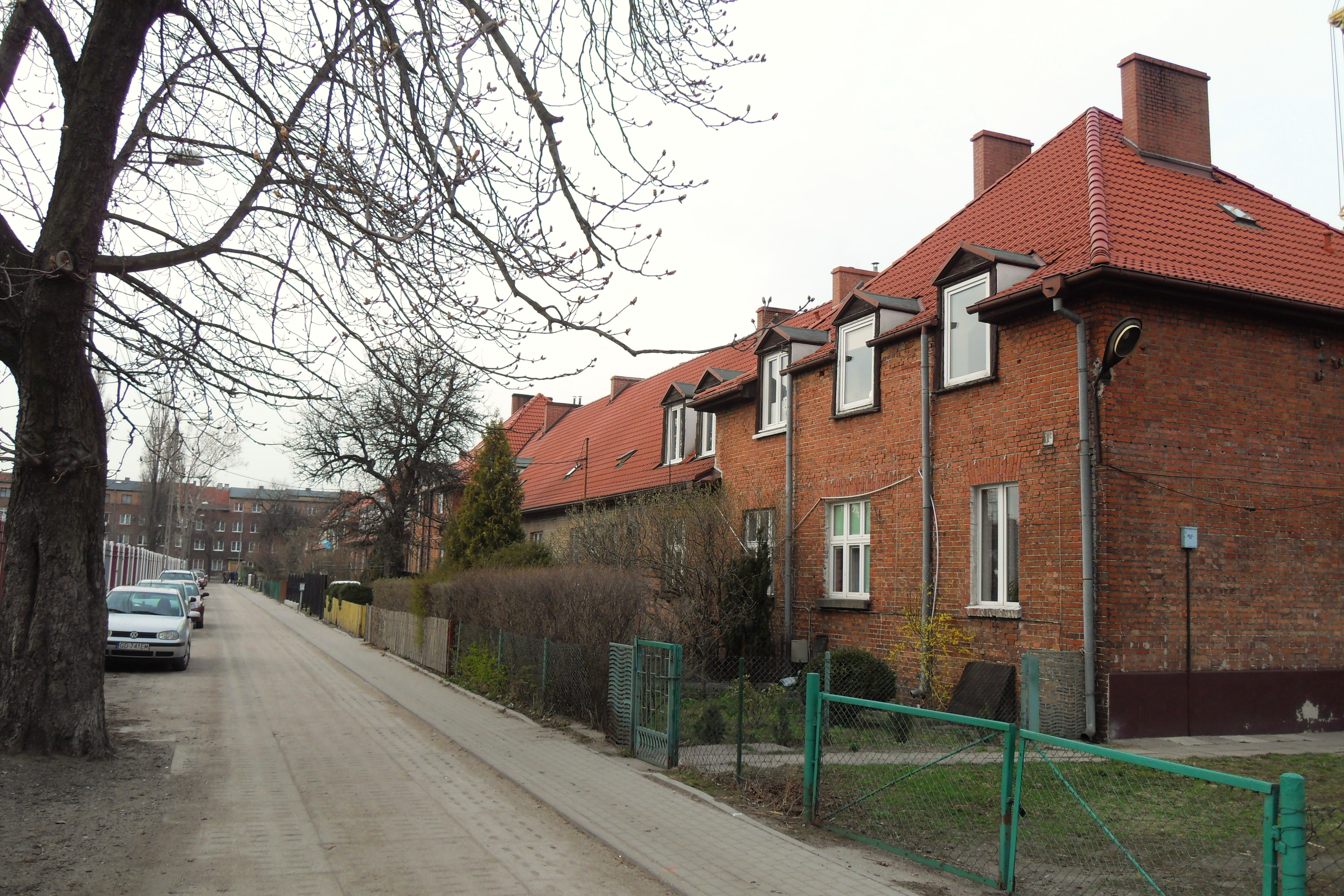
Polenhof

Polenhof – potoczna nazwa osiedla w Wolnym Mieście Gdańsku (1920–1939), zdominowanego przez ludność polską. Znajdowało się na terenie Wrzeszcza, w dzielnicy Wrzeszcz Dolny. Osiedle funkcjonowało też pod nazwą „polska kolonia” lub „polski kwartał”.

## Położenie
Zasadniczą część osiedla stanowiły zabudowania w trójkącie obecnych ulic: Bolesława Chrobrego (Brösener Weg), Tadeusza Kościuszki (Ringstraße) i al. Legionów (Heeresanger). Stopniowo, w latach 20. XX wieku ludność polska osiedlała się również przy sąsiednich ulicach, wraz z nową zabudową w kierunku północnym, na tenenach byłego Wielkiego Placu Ćwiczeń garnizonu pruskiego (Grosse Exercierplatz), w sąsiedztwie rozwijającego się Lotniska Gdańsk-Wrzeszcz.

## Historia

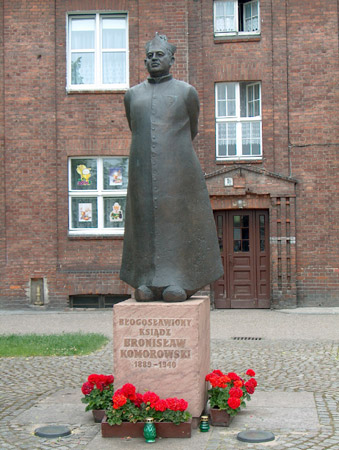
Pomnik bł. ks. Bronisława Komorowskiego na placu jego imienia, na terenie Polenhofu we Wrzeszczu

Po demilitaryzacji nowo utworzonego Wolnego Miasta Gdańska część kompleksu koszar telegrafistów przy Heeresanger (dziś al. Legionów) oddano gdańskim Polakom. W budynku pokoszarowym przy Heeresanger 11 we wrześniu 1921 otwarto Polski Dom Studencki zwany „Bratniakiem”, plac ćwiczeń wojskowych otrzymał powstały w 1922 Klub Sportowy Gedania (Sportklub „Gedania” E.V. in Danzig), w dawnej ujeżdżalni natomiast w maju 1925 otwarto polski kościół katolicki pw. św. Stanisława (jego proboszczem został ks. Bronisław Komorowski). Zabudowywane w międzyczasie pobliskie ulice – głównie Ringstrasse (ul. Kościuszki) oraz Heeresanger (al. Legionów) – licznie zamieszkiwali Polacy.
Ta część miasta szybko stała się jedną z oaz społecznego, kulturalnego, sportowego i religijnego życia społeczności przedwojennych gdańskich Polaków. We współpracy z polskimi instytucjami kulturalno-oświatowymi działającymi w Gdańsku organizowano tu uroczystości patriotyczne (np. 3 Maja) oraz religijne (np. procesje Bożego Ciała). Drużyna piłkarska Klubu Gedania osiągała sukcesy sportowe w lokalnych rozgrywkach ligowych.
Wraz z napaścią Niemiec na Polskę oraz bezprawnym włączeniem Wolnego Miasta Gdańska do III Rzeszy dnia 1 września 1939 zlikwidowano polskie instytucje, a wielu polskich działaczy w Gdańsku aresztowano i uwięziono w obozach koncentracyjnych, głównie Stutthof – znaczna część z nich (m.in. ks. Komorowski) została zamordowana.
Po wojnie symbolicznie upamiętniono księdza Komorowskiego, nadając jego imię pobliskiemu placowi, wcześniej noszącemu nazwę Max-Halbe-Platz. W czerwcu 2000 stanął na nim pomnik patrona (wraz z cokołem mierzący 3 m, ważący pół tony, wykonany z brązu), przedstawiający go jako więźnia obozu koncentracyjnego (chodaki, naszywka „P” [Polak], ręce związane sznurem).

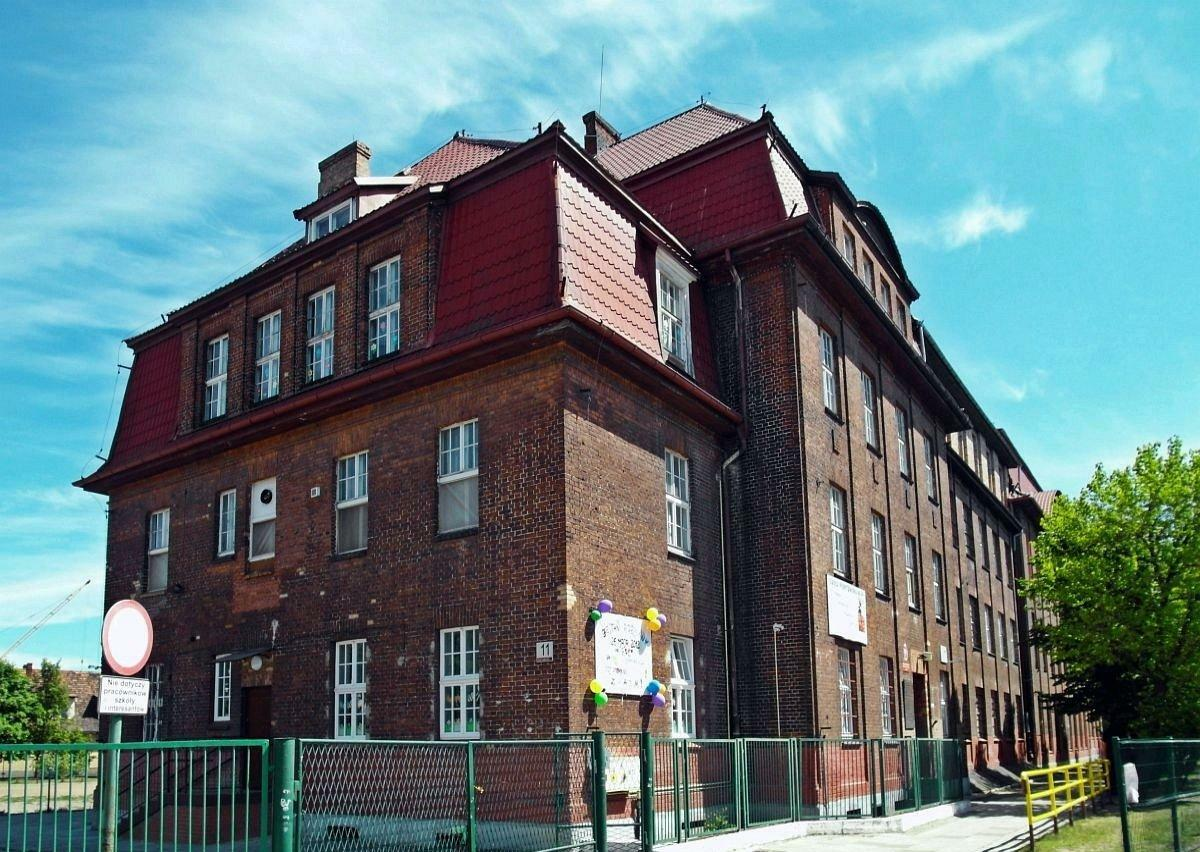
Dawny „Bratniak”
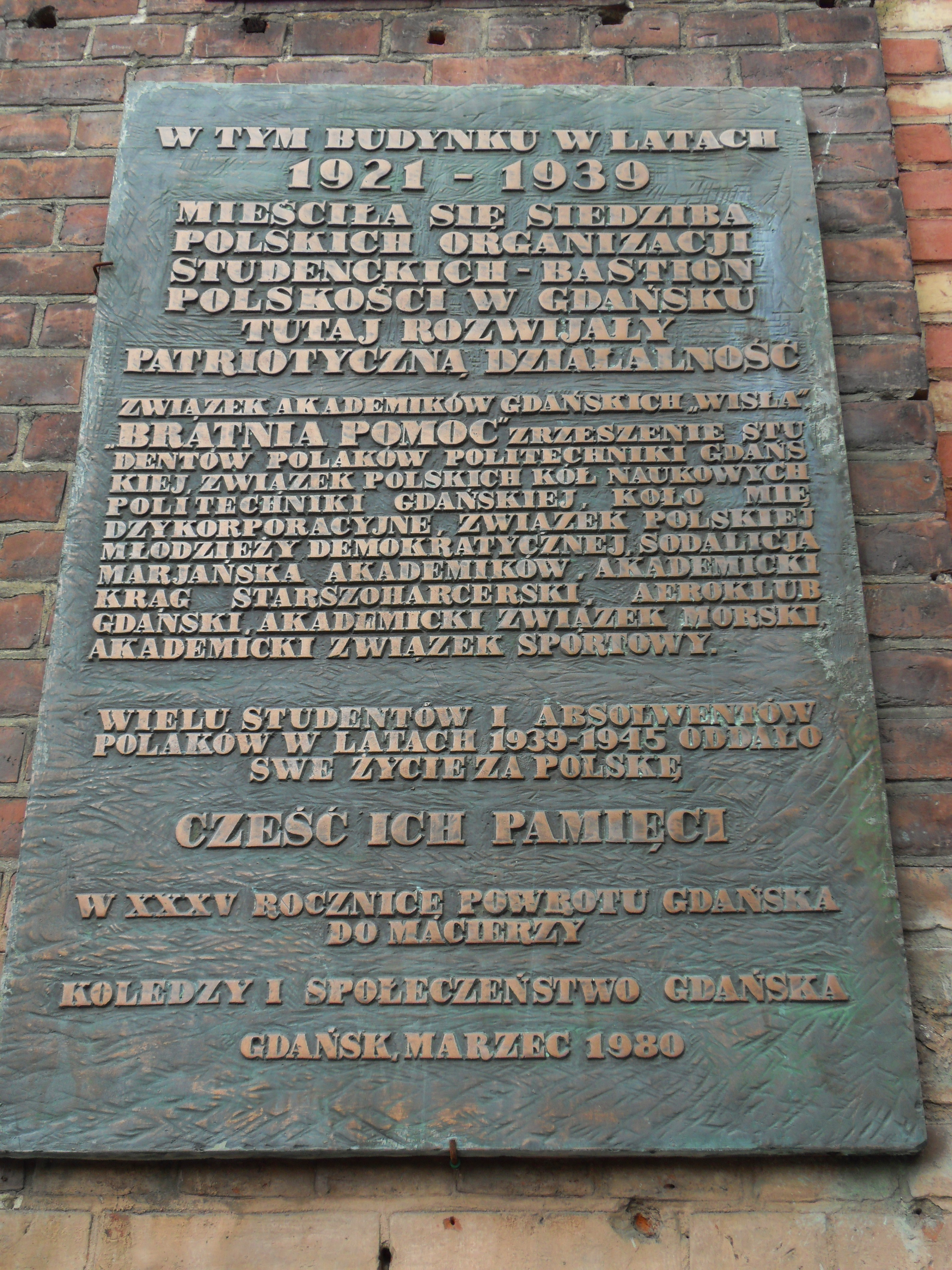
Tablica pamiątkowa
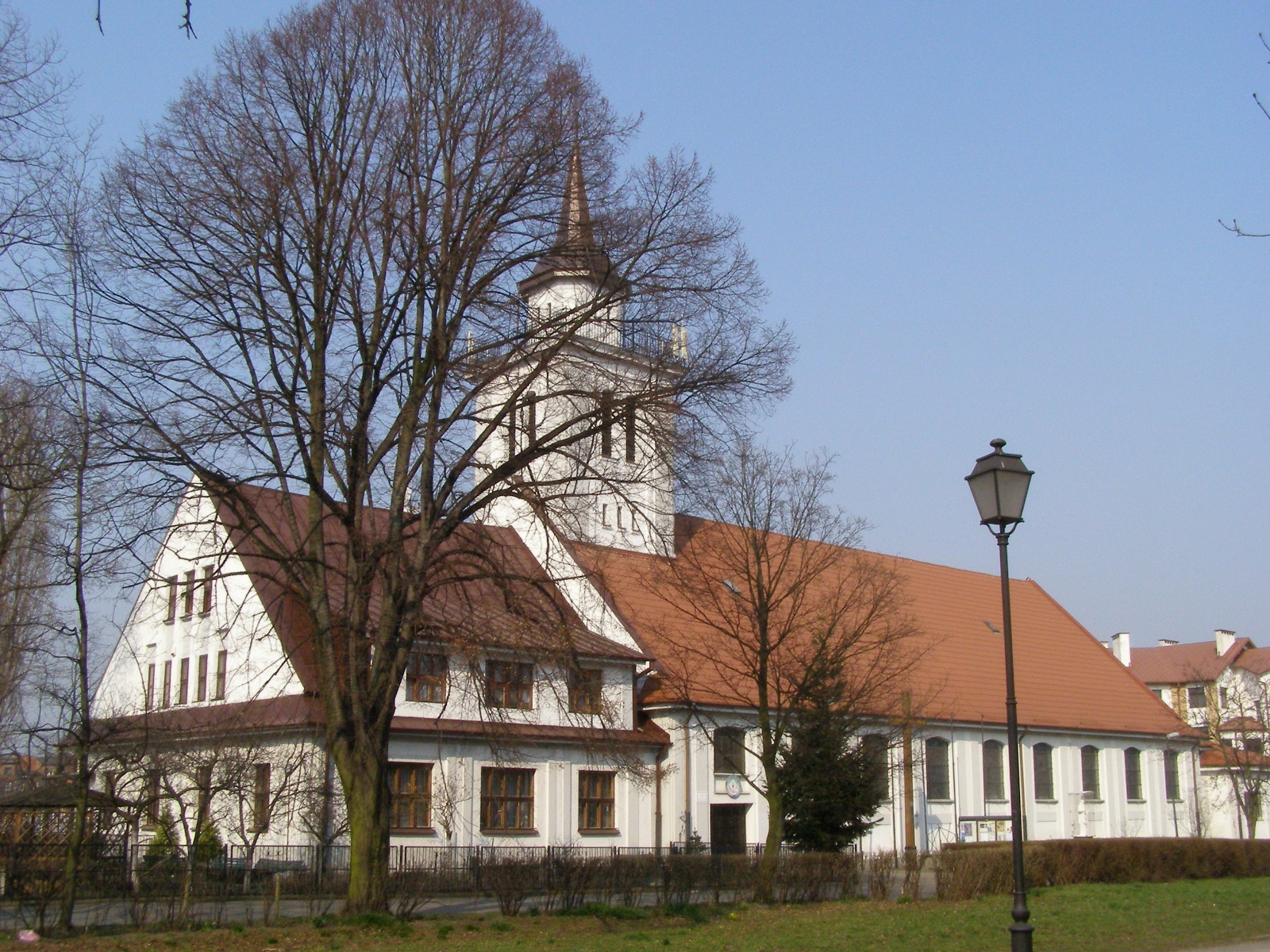
Kościół św. Stanisława